# Aillon-le-Jeune
Aillon-le-Jeune – miejscowość i gmina we Francji, w regionie Owernia-Rodan-Alpy, w departamencie Sabaudia.
Według danych na rok 1990 gminę zamieszkiwało 261 osób, a gęstość zaludnienia wynosiła 8 osób/km² (wśród 2880 gmin regionu Rodan-Alpy Aillon-le-Jeune plasuje się na 1367. miejscu pod względem liczby ludności, natomiast pod względem powierzchni na miejscu 179.).